# Haldreka
Haldreka is een plaats in de Estlandse gemeente Hiiumaa, provincie Hiiumaa. De plaats heeft de status van dorp (Estisch: küla).
Tot in oktober 2017 behoorde Haldreka tot de gemeente Emmaste en sindsdien tot de fusiegemeente Hiiumaa.

## Bevolking
De ontwikkeling van het aantal inwoners blijkt uit het volgende staatje:
| Jaar            | 2000 | 2011 | 2021 |
| --------------- | ---- | ---- | ---- |
| Aantal inwoners | 2    | 2    | 0    |

## Ligging
De plaats ligt aan de westkust van het eiland Hiiumaa, op een schiereiland dat ook Haldreka (Estisch: Haldreka poolsaar) heet.

## Geschiedenis
De naam Haldreka is afgeleid van Haldi-Eerikus. De eerste bewoners, onder wie een boer Erick, kwamen uit het buurdorp Haldi. Haldreka was oorspronkelijk een boerderij op het landgoed van Suuremõisa. Achtereenvolgens heette ze Halti Mick of Halti Erick (1649), Halti Ericke Hans (1668), Haldrico (1693), Haltrick (1739), Haltri (1744), Haldriko (1750) en Haldrika (1798). Toen in 1796 een landgoed Emmaste werd afgesplitst van Suuremõisa, ging Haldi mee. Het is niet duidelijk wanneer de boerderij een dorp werd.
In de jaren 1977–1997 viel Haldreka onder het buurdorp Kaderna.